# Звонница

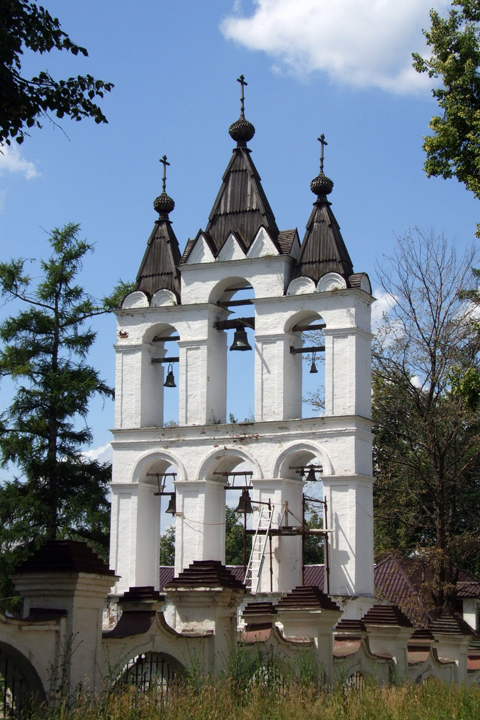
Звонница Преображенского собора в Вязёмах Московской области

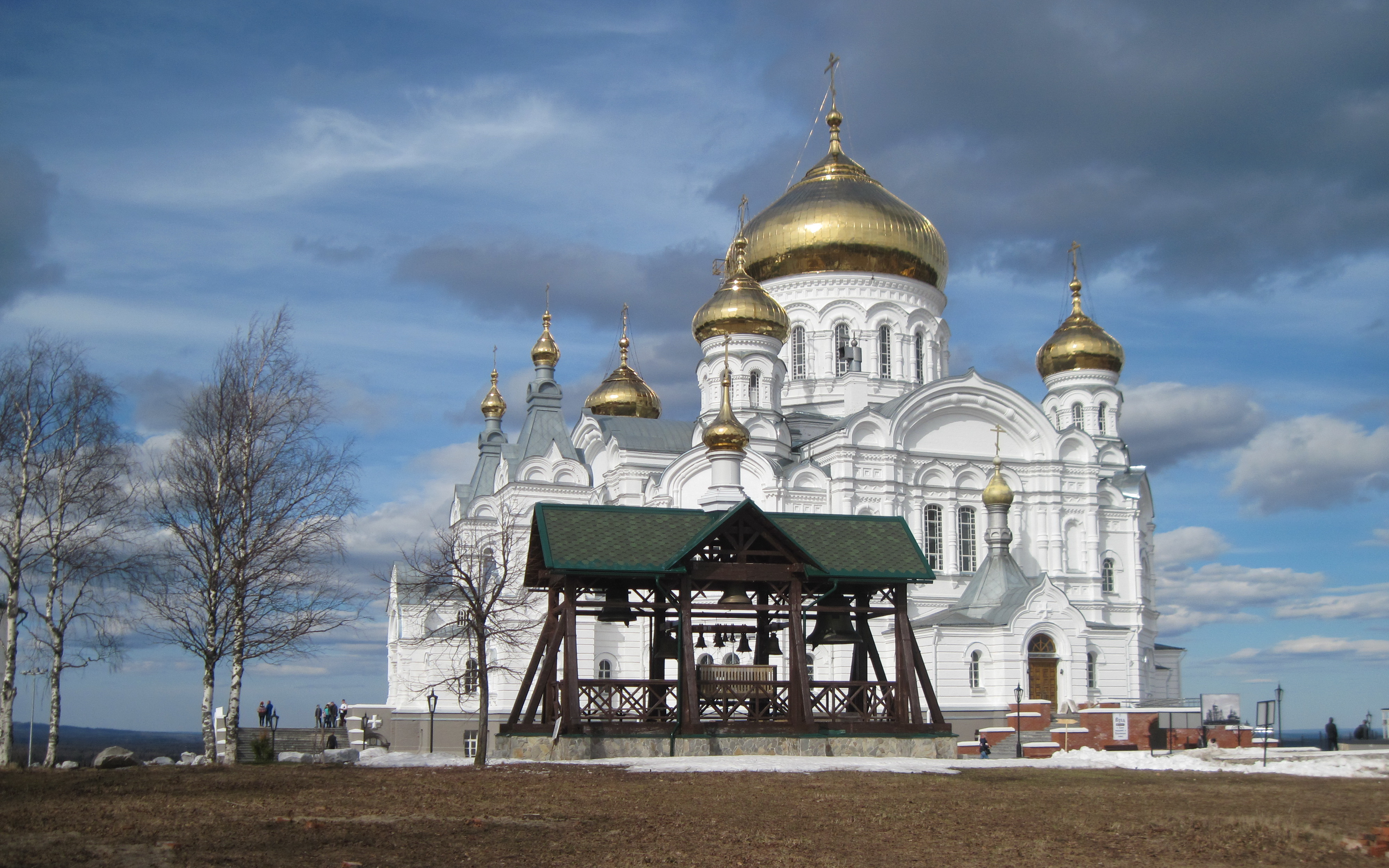
Звонница при Белогорском Свято-Николаевском монастыре в Пермском крае

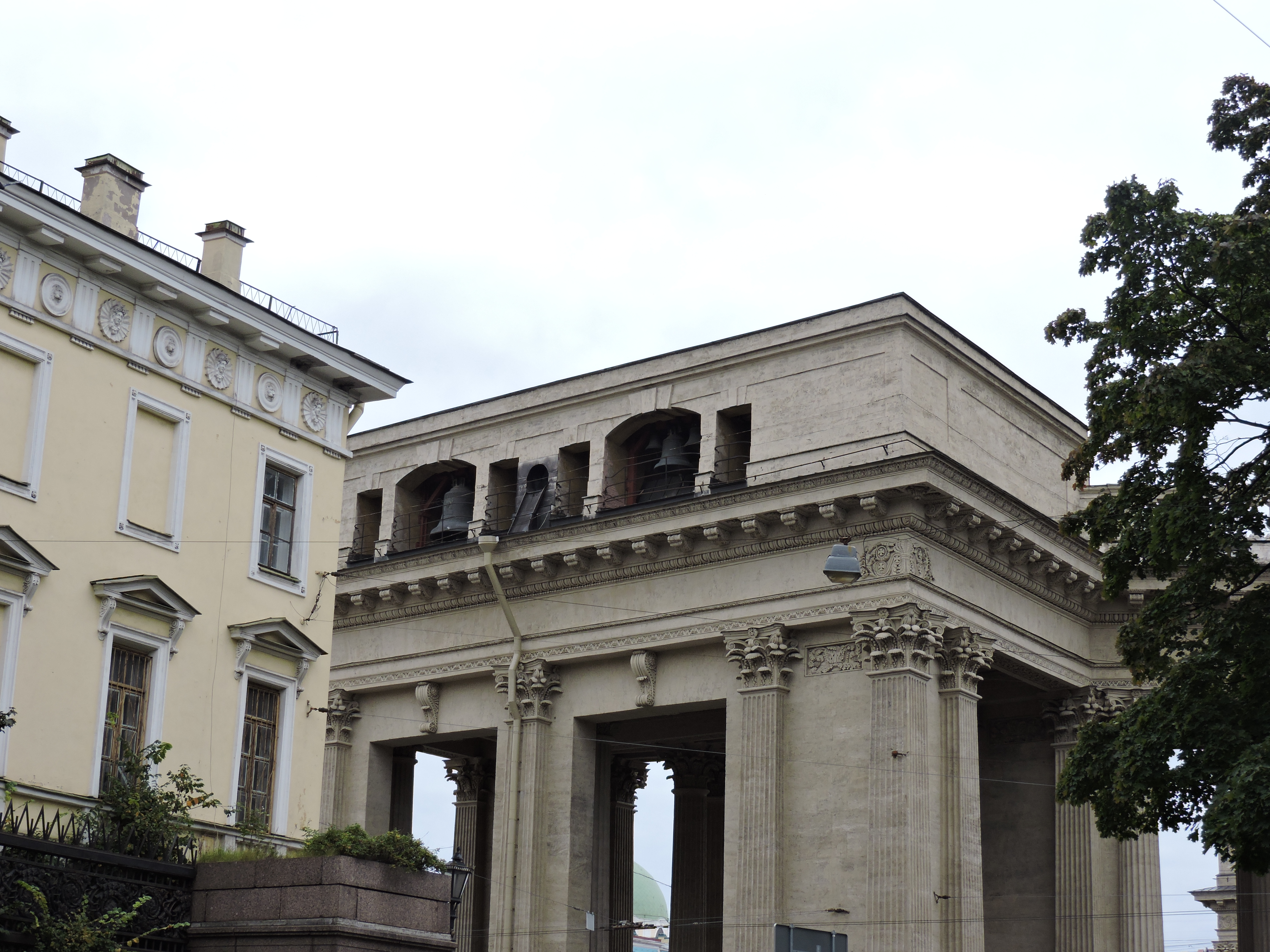
Звонница Казанского собора в Санкт-Петербурге

Зво́нница — сооружение для подвешивания колоколов в виде проёма в стене храма (настенная звонница) или отдельностоящей стенообразной постройки. Также существуют малые, передвижные, концертные звонницы, представляющие собой деревянную или металлическую раму, устанавливаемую на пол или на землю. Иногда звонницей называют верхнюю площадку колокольни.
Звонницей также называют набор колоколов как единый музыкальный инструмент. См. Система управления звоном.

## Название
Синонимия в русском языке слов колокол и звон (ср. ниже о польском и украинском языках, где употребляется только одно слово dzwon, дзвін) сделала возможным терминологическое разграничение понятий «колокольня» (сооружение башенного типа) и «звонница», которая в отличие от колокольни может иметь в плане вытянутый прямоугольник, являться стенообразным сооружением или вовсе быть надстройкой на стене храма. В широком смысле башенную колокольню также могут называть звонницей, особенно в высокой, художественной речи.

## Описание
Звонницы были важным элементом древнерусского зодчества XIV—XVII веков.
Помимо эстетических, звонницы также часто предпочитались колокольням из практических соображений. Так, в прямоугольной в плане звоннице с внутренним пространством можно было разместить больше колоколов, чем на колокольне. Управляться такие звонницы могли несколькими звонарями одновременно. Надстраивали на стены церквей небольшие звонницы там, где окружающее пространство не позволяло строить отдельное сооружение для колоколов. Такая надстройка, как правило, представляет собой продолжение стены с одним или несколькими проёмами арочного типа, в которых и подвешивались колокола. Отдельно стоящие звонницы стенового типа (без внутреннего пространства) управлялись непосредственно с земли, что также малохарактерно для колоколен.
Стенообразные звонницы с арками для колоколов распространены и в Польше. В польском языке словом dzwonnica называют любое сооружение для колокольного звона, в том числе кампанилу, беффруа и колокольню, а стенообразную звонницу русского типа с проёмами для колоколов именуют dzwonnica parawanowa (см. пол. Dzwonnica parawanowa). Такое же широкое значение имеет слово дзвіниця в украинском языке, где аркадно-стенообразная звонница называется укр. ширмова дзвіниця.
Стенообразные звонницы имели также некоторое распространение в румынской архитектуре XVII—XVIII веков.
В романской архитектуре Испании распространены аналогичные по форме и назначению эспаданьи (см. es:Espadaña (arquitectura)).